# Championnat du monde moins de 18 ans de hockey sur glace 2006
Navigation
Édition précédente Édition suivante
Le Championnat du monde moins de 18 ans de hockey sur glace 2006 se déroule à Ängelholm et Halmstad en Suède du 12 au 24 avril 2006. Les États-Unis remportent l'or devant la Finlande et la République tchèque.

## Division élite

### Tour préliminaire
Pour les significations des abréviations, voir Statistiques du hockey sur glace.

#### Groupe A

##### Matches
| Date     | Équipe             | Score | Équipe             | Score par période |
| 12 avril | République tchèque | 4-2   | Allemagne          | 1-0, 1-1, 2-1     |
| 12 avril | Russie             | 2-4   | États-Unis         | 2-1, 0-0, 0-3     |
| 13 avril | Russie             | 8-0   | Biélorussie        | 8-0, 3-0, 1-0     |
| 13 avril | Allemagne          | 0-9   | États-Unis         | 0-3, 0-4, 0-2     |
| 14 avril | Biélorussie        | 2-5   | République tchèque | 0-1, 1-3, 1-1     |
| 15 avril | Allemagne          | 5-9   | Russie             | 1-3, 1-4, 3-2     |
| 15 avril | États-Unis         | 5-0   | République tchèque | 1-0, 2-0, 2-0     |
| 16 avril | Biélorussie        | 2-5   | Allemagne          | 0-2, 1-2, 0-1     |
| 17 avril | République tchèque | 0-2   | Russie             | 0-0, 0-1, 0-1     |
| 17 avril | États-Unis         | 12-1  | Biélorussie        | 3-0, 8-1, 1-0     |

##### Classement
| Équipe      | PJ | V | D | N | BP | BC | PTS |
| ----------- | -- | - | - | - | -- | -- | --- |
| États-Unis  | 4  | 4 | 0 | 0 | 30 | 3  | 8   |
| Russie      | 4  | 3 | 1 | 0 | 21 | 9  | 6   |
| Tchéquie    | 4  | 2 | 2 | 0 | 9  | 11 | 4   |
| Allemagne   | 4  | 1 | 3 | 0 | 12 | 23 | 2   |
| Biélorussie | 4  | 0 | 4 | 0 | 4  | 30 | 0   |

#### Groupe B

##### Matches
| Date     | Équipe    | Score | Équipe    | Score par période |
| 12 avril | Slovaquie | 1-3   | Canada    | 0-0, 1-2, 0-1     |
| 12 avril | Suède     | 5-2   | Norvège   | 2-1, 1-1, 1-0     |
| 13 avril | Norvège   | 2-9   | Canada    | 1-2, 1-5, 0-2     |
| 13 avril | Slovaquie | 3-6   | Finlande  | 0-3, 1-2, 2-1     |
| 14 avril | Finlande  | 4-3   | Suède     | 3-0, 0-1, 1-2     |
| 15 avril | Norvège   | 2-5   | Slovaquie | 0-2, 2-3, 0-0     |
| 15 avril | Canada    | 0-2   | Suède     | 0-0, 0-0, 0-2     |
| 16 avril | Finlande  | 2-1   | Norvège   | 1-0, 0-0, 1-1     |
| 17 avril | Canada    | 0-0   | Finlande  | 0-0, 0-0, 0-0     |
| 17 avril | Suède     | 5-2   | Slovaquie | 3-0, 2-1, 0-1     |

##### Classement
| Équipe    | PJ | V | D | N | BP | BC | PTS |
| --------- | -- | - | - | - | -- | -- | --- |
| Finlande  | 4  | 3 | 0 | 1 | 12 | 7  | 7   |
| Suède     | 4  | 3 | 1 | 0 | 15 | 8  | 6   |
| Canada    | 4  | 2 | 1 | 1 | 12 | 5  | 5   |
| Slovaquie | 4  | 1 | 3 | 0 | 11 | 16 | 2   |
| Norvège   | 4  | 0 | 4 | 0 | 7  | 21 | 0   |

### Tour de relégation
| Date      | Équipe      | Score | Équipe      | Score par période |
| 15 avril* | Norvège     | 2-5   | Slovaquie   | 0-2, 2-3, 0-0     |
| 16 avril* | Biélorussie | 2-5   | Allemagne   | 0-2, 1-2, 0-1     |
| 19 avril  | Allemagne   | 2-2   | Norvège     | 0-2, 2-0, 0-0     |
| 19 avril  | Slovaquie   | 0-2   | Biélorussie | 0-0, 0-1, 0-1     |
| 20 avril  | Biélorussie | 6-6   | Norvège     | 3-0, 2-2, 1-4     |
| 20 avril  | Allemagne   | 1-2   | Slovaquie   | 0-0, 1-0, 0-2     |

* Note : Matchs du premier tour comptabilisés pour le classement du tour de relégation.

### Tour final

#### Matchs de barrage
- 19 avril : Russie 1-4 Canada (1-0, 0-1, 0-3)
- 19 avril : Suède 0-3 République tchèque (0-0, 0-1, 0-2)

#### Demi-finales
- 20 avril : Finlande 3-2 Canada (0-1, 1-1, 1-0, 1-0)
- 20 avril : République tchèque 3-4 États-Unis (0-3, 1-0, 2-0, 0-1)

#### Match pour la cinquième place
- 21 avril : Russie 5-2 Suède (1-1, 2-1, 2-0)

#### Petite finale
- 22 avril : Canada 1-4 République tchèque (0-0, 0-3, 1-1)

#### Finale
- 22 avril : États-Unis 3-1 Finlande (0-1, 2-0, 1-0)

### Classement final
| Classement | Équipe      |
| ---------- | ----------- |
| Or         | États-Unis  |
| Argent     | Finlande    |
| Bronze     | Tchéquie    |
| 4          | Canada      |
| 5          | Russie      |
| 6          | Suède       |
| 7          | Slovaquie   |
| 8          | Allemagne   |
| 9          | Biélorussie |
| 10         | Norvège     |

La Biélorussie et la Norvège sont reléguées en division 2 pour l'édition 2007.

## Division 1

### Groupe A
Le groupe A se déroule à Miskolc en Hongrie du 3 au 9 avril 2006.

#### Matchs
| Date    | Équipe     | Score | Équipe     | Score par période |
| 3 avril | France     | 2-7   | Slovénie   | 0-4, 1-2, 1-1     |
| 3 avril | Autriche   | 4-10  | Kazakhstan | 2-2, 1-6, 1-2     |
| 3 avril | Hongrie    | 2-5   | Suisse     | 0-2, 2-1, 0-2     |
| 4 avril | Slovénie   | 5-4   | Autriche   | 1-1, 4-0, 0-3     |
| 4 avril | Suisse     | 6-3   | France     | 1-0, 2-1, 3-2     |
| 4 avril | Hongrie    | 3-5   | Kazakhstan | 1-2, 2-1, 0-2     |
| 6 avril | Suisse     | 4-3   | Autriche   | 1-0, 3-2, 0-1     |
| 6 avril | Slovénie   | 4-3   | Kazakhstan | 1-0, 1-2, 2-1     |
| 6 avril | Hongrie    | 4-4   | France     | 0-0, 2-2, 2-2     |
| 8 avril | Kazakhstan | 2-2   | Suisse     | 1-1, 1-1, 0-0     |
| 8 avril | France     | 4-4   | Autriche   | 3-2, 1-1, 0-1     |
| 8 avril | Hongrie    | 2-3   | Slovénie   | 0-0, 2-0, 0-3     |
| 9 avril | Kazakhstan | 5-7   | France     | 1-1, 1-1, 3-5     |
| 9 avril | Suisse     | 1-0   | Slovénie   | 1-0, 0-0, 0-0     |
| 9 avril | Hongrie    | 3-7   | Autriche   | 0-3, 2-2, 1-2     |

#### Classement
| Équipe     | PJ | V | D | N | BP | BC | PTS |
| ---------- | -- | - | - | - | -- | -- | --- |
| Suisse     | 5  | 4 | 0 | 1 | 18 | 10 | 9   |
| Slovénie   | 5  | 4 | 1 | 0 | 19 | 12 | 8   |
| Kazakhstan | 5  | 2 | 2 | 1 | 25 | 20 | 5   |
| France     | 5  | 1 | 2 | 2 | 20 | 26 | 4   |
| Autriche   | 5  | 1 | 3 | 1 | 22 | 26 | 3   |
| Hongrie    | 5  | 0 | 4 | 1 | 14 | 24 | 1   |

La Suisse est promue en division Élite et la Hongrie est reléguée en division 2 pour l'édition 2007.

### Groupe B
Le groupe B se déroule à Riga en Lettonie du 2 au 8 avril 2006.

#### Matchs
| Date    | Équipe       | Score | Équipe       | Score par période |
| 2 avril | Japon        | 8-1   | Ukraine      | 1-1, 2-0, 5-0     |
| 2 avril | Corée du sud | 1-3   | Danemark     | 0-0, 1-1, 0-2     |
| 2 avril | Pologne      | 0-1   | Lettonie     | 0-0, 0-1, 0-0     |
| 3 avril | Danemark     | 5-2   | Pologne      | 1-0, 0-2, 4-0     |
| 3 avril | Ukraine      | 3-4   | Corée du sud | 1-0, 3-2, 1-0     |
| 3 avril | Lettonie     | 6-4   | Japon        | 0-1, 2-0, 4-0     |
| 5 avril | Danemark     | 5-2   | Japon        | 2-1, 1-0, 2-1     |
| 5 avril | Corée du sud | 3-6   | Pologne      | 0-0, 1-5, 2-1     |
| 5 avril | Lettonie     | 7-0   | Ukraine      | 2-0, 2-0, 3-0     |
| 6 avril | Ukraine      | 0-7   | Danemark     | 0-1, 0-3, 0-3     |
| 6 avril | Pologne      | 1-5   | Japon        | 0-0, 0-3, 1-2     |
| 6 avril | Lettonie     | 6-2   | Corée du sud | 1-0, 5-1, 0-1     |
| 8 avril | Japon        | 3-3   | Corée du sud | 2-1, 0-1, 1-1     |
| 8 avril | Ukraine      | 1-7   | Pologne      | 0-2, 0-2, 1-3     |
| 8 avril | Danemark     | 4-7   | Lettonie     | 3-2, 1-2, 0-3     |

#### Classement
| Équipe       | PJ | V | D | N | BP | BC | PTS |
| ------------ | -- | - | - | - | -- | -- | --- |
| Lettonie     | 5  | 5 | 0 | 0 | 27 | 7  | 10  |
| Danemark     | 5  | 4 | 1 | 0 | 24 | 12 | 8   |
| Japon        | 5  | 2 | 2 | 1 | 19 | 16 | 5   |
| Pologne      | 5  | 2 | 3 | 0 | 16 | 15 | 4   |
| Ukraine      | 5  | 1 | 4 | 0 | 7  | 31 | 2   |
| Corée du Sud | 5  | 0 | 4 | 1 | 11 | 23 | 1   |

La Lettonie est promue en division Élite et la Corée est reléguée en division 2 pour l'édition 2007.

## Division 2

### Groupe A
Le groupe A de la division 2 se déroule à Merano en Italie du 2 au 8 avril 2006.

#### Matchs
| Date    | Équipe            | Score | Équipe            | Score par période |
| 2 avril | Pays-Bas          | 5-0   | Belgique          | 1-0, 3-0, 1-0     |
| 2 avril | Estonie           | 6-1   | Serbie-Monténégro | 3-0, 1-0, 2-1     |
| 2 avril | Italie            | 7-0   | Espagne           | 3-0, 2-0, 2-0     |
| 3 avril | Espagne           | 0-2   | Estonie           | 0-1, 0-1, 0-0     |
| 3 avril | Serbie-Monténégro | 3-5   | Pays-Bas          | 0-3, 1-1, 2-1     |
| 3 avril | Italie            | 10-1  | Belgique          | 4-1, 2-0, 4-0     |
| 5 avril | Estonie           | 2-8   | Pays-Bas          | 2-3, 0-2, 0-3     |
| 5 avril | Belgique          | 3-5   | Espagne           | 2-1, 1-2, 0-2     |
| 5 avril | Italie            | 7-0   | Serbie-Monténégro | 4-0, 2-0, 1-0     |
| 6 avril | Espagne           | 2-10  | Serbie-Monténégro | 2-3, 0-3, 0-4     |
| 6 avril | Estonie           | 2-2   | Belgique          | 0-1, 2-1, 0-0     |
| 6 avril | Pays-Bas          | 0-2   | Italie            | 0-1, 0-1, 0-0     |
| 8 avril | Serbie-Monténégro | 1-6   | Belgique          | 0-1, 1-2, 0-3     |
| 8 avril | Pays-Bas          | 10-1  | Espagne           | 4-0, 1-0, 5-1     |
| 8 avril | Italie            | 9-1   | Estonie           | 2-0, 4-0, 3-1     |

#### Classement
| Équipe               | PJ | V | D | N | BP | BC | PTS |
| -------------------- | -- | - | - | - | -- | -- | --- |
| Italie               | 5  | 5 | 0 | 0 | 35 | 2  | 10  |
| Pays-Bas             | 5  | 4 | 1 | 0 | 28 | 8  | 8   |
| Estonie              | 5  | 2 | 2 | 1 | 13 | 20 | 5   |
| Belgique             | 5  | 1 | 3 | 1 | 12 | 23 | 3   |
| Serbie-et-Monténégro | 5  | 1 | 4 | 0 | 15 | 26 | 2   |
| Espagne              | 5  | 1 | 4 | 0 | 8  | 32 | 2   |

L'Italie est promue en division 1 et l'Espagne est reléguée en division 3 pour l'édition 2007.

### Groupe B
Le groupe B de la division 2 se déroule à Elektrenai et Kaunas en Lituanie du 15 au 21 mars 2006.

#### Matchs
| Date    | Équipe          | Score | Équipe          | Score par période |
| 21 mars | Australie       | 0-11  | Grande-Bretagne | 0-3, 0-4, 0-4     |
| 21 mars | Islande         | 1-11  | Croatie         | 0-5, 0-4, 1-2     |
| 21 mars | Lituanie        | 8-3   | Mexique         | 3-1, 3-1, 2-1     |
| 22 mars | Croatie         | 2-5   | Australie       | 2-0, 0-2, 0-3     |
| 22 mars | Grande-Bretagne | 6-2   | Mexique         | 1-2, 2-0, 3-0     |
| 22 mars | Lituanie        | 9-1   | Islande         | 4-0, 4-0, 1-1     |
| 24 mars | Grande-Bretagne | 14-2  | Islande         | 2-0, 5-1, 7-1     |
| 24 mars | Australie       | 3-4   | Mexique         | 1-1, 1-2, 1-1     |
| 24 mars | Lituanie        | 11-5  | Croatie         | 1-2, 7-1, 3-2     |
| 25 mars | Mexique         | 1-0   | Islande         | 1-0, 0-0, 0-0     |
| 25 mars | Croatie         | 0-6   | Grande-Bretagne | 0-2, 0-2, 0-2     |
| 25 mars | Lituanie        | 10-0  | Australie       | 2-0, 6-0, 2-0     |
| 27 mars | Islande         | 3-5   | Australie       | 3-3, 0-1, 0-1     |
| 27 mars | Croatie         | 4-0   | Mexique         | 1-0, 1-0, 2-0     |
| 27 mars | Grande-Bretagne | 3-1   | Lituanie        | 0-0, 1-1, 2-0     |

#### Classement
| Équipe          | PJ | V | D | N | BP | BC | PTS |
| --------------- | -- | - | - | - | -- | -- | --- |
| Grande-Bretagne | 5  | 5 | 0 | 0 | 40 | 5  | 10  |
| Lituanie        | 5  | 4 | 1 | 0 | 39 | 12 | 8   |
| Australie       | 5  | 2 | 3 | 0 | 13 | 30 | 4   |
| Croatie         | 5  | 2 | 3 | 0 | 22 | 23 | 4   |
| Mexique         | 5  | 2 | 3 | 0 | 10 | 21 | 4   |
| Islande         | 5  | 0 | 5 | 0 | 7  | 40 | 0   |

La Grande-Bretagne est promue en division 1 et l'Islande est reléguée en division 3 pour l'édition 2007.

## Division 3
La division 3 se déroule à Miercurea-Ciuc en Roumanie du 13 au 19 mars 2006.

### Matchs
| Date    | Équipe           | Score | Équipe           | Score par période |
| 13 mars | Nouvelle-Zélande | 4-4   | Afrique du sud   | 0-1, 3-1, 1-2     |
| 13 mars | Turquie          | 3-14  | Israël           | 0-4, 1-6, 2-4     |
| 13 mars | Roumanie         | 18-0  | Bulgarie         | 3-0, 7-0, 8-0     |
| 14 mars | Afrique du sud   | 12-1  | Turquie          | 3-0, 4-1, 5-0     |
| 14 mars | Israël           | 14-1  | Bulgarie         | 4-0, 5-1, 5-0     |
| 14 mars | Roumanie         | 14-0  | Nouvelle-Zélande | 2-0, 3-0, 9-0     |
| 16 mars | Afrique du sud   | 5-8   | Israël           | 3-4, 2-3, 2-1     |
| 16 mars | Bulgarie         | 3-3   | Nouvelle-Zélande | 0-2, 1-1, 2-0     |
| 16 mars | Roumanie         | 15-1  | Turquie          | 4-0, 6-1, 5-0     |
| 17 mars | Afrique du sud   | 4-1   | Bulgarie         | 0-0, 2-1, 2-0     |
| 17 mars | Nouvelle-Zélande | 17-1  | Turquie          | 7-1, 6-0, 4-0     |
| 17 mars | Israël           | 2-13  | Roumanie         | 0-5, 1-4, 1-4     |
| 19 mars | Turquie          | 2-5   | Bulgarie         | 1-2, 1-1, 0-2     |
| 19 mars | Israël           | 4-4   | Nouvelle-Zélande | 1-2, 1-0, 2-2     |
| 19 mars | Roumanie         | 8-0   | Afrique du sud   | 5-0, 1-0, 2-0     |

### Classement
| Équipe           | PJ | V | D | N | BP | BC | Pts |
| ---------------- | -- | - | - | - | -- | -- | --- |
| Roumanie         | 5  | 5 | 0 | 0 | 68 | 3  | 10  |
| Israël           | 5  | 3 | 1 | 1 | 42 | 26 | 7   |
| Afrique du Sud   | 5  | 2 | 2 | 1 | 25 | 22 | 5   |
| Nouvelle-Zélande | 5  | 1 | 1 | 3 | 28 | 26 | 5   |
| Bulgarie         | 5  | 1 | 3 | 1 | 10 | 41 | 3   |
| Turquie          | 5  | 0 | 5 | 0 | 8  | 63 | 0   |

La Roumanie et Israël sont promus en division 2 pour l'édition 2007.